# Alopecoenas jobiensis
Alopecoenas jobiensis е вид птица от семейство Гълъбови (Columbidae). Видът е незастрашен от изчезване.

## Разпространение
Разпространен е в Индонезия, Папуа-Нова Гвинея и Соломоновите острови.